# Colin McMenamin
Colin McMenamin (Glasgow, 12 febbraio 1981) è un ex calciatore scozzese, di ruolo attaccante.

## Carriera
Nella stagione 2005-2006 ha vestito la maglia dello Shrewsbury Town, nel campionato inglese di Football League Two.
In carriera ha disputato 76 gare nella massima serie scozzese, con 11 reti all'attivo.
Ha vinto due campionati di seconda serie scozzesi, uno col Gretna nella stagione 2006-2007, l'altro con il Ross County nella stagione 2011-2012, in entrambe le circostanza conquistando il titolo di capocannoniere; col Dundee ha vinto la Scottish Challenge Cup 2009-2010.

## Palmarès

### Club

#### Competizioni nazionali
- Scottish Championship: 2

Gretna: 2006-2007
Ross County: 2011-2012
- Scottish Challenge Cup: 1

Dundee: 2009-2010

### Individuali
- Capocannoniere della Scottish Championship: 2

2006-2007 (20 reti) 2011-2012 (19 reti)